# Ziggy Elman
Pour les articles homonymes, voir Elman.
Ziggy Elman (Harry Finkelman) est un trompettiste de jazz américain né le 26 mai 1914 à Philadelphie (Pennsylvanie) et décédé le 26 juin 1968 à Van Nuys (Californie).
Ziggy Elman a aussi parfois pratiqué et enregistré de la musique klezmer.

## Biographie
Né à Philadelphie, Ziggy Elman, passe son enfance à Atlantic City. Il commence sa carrière comme tromboniste dans l'orchestre d'Alex Bartha. De 1936 à 1940, il est trompettiste dans le big band de Benny Goodman. Il est un des musiciens vedettes de l'orchestre (il est par exemple le soliste sur un des tubes de la formation : « And The Angels Sing »). Durant son séjour chez Goodman, il enregistre aussi une vingtaine de faces comme leader - sous le nom « Ziggy Elman and His Orchestra » - pour le label « Bluebird ». Après son départ de chez Goodman, on le retrouve un temps chez Joe Venuti, puis, en 1943, dans l'orchestre de Tommy Dorsey. Durant la Seconde Guerre mondiale, il joue dans un orchestre de danse militaire. De 1946 à 1947, il travaille de nouveau chez Dorsey. Il s'installe alors dans la région de Los Angeles où il dirige l'orchestre qui anime le « Palladium Ballroom ». De juillet 1947 à 1951, on le retrouve, une fois de plus, chez Dorsey. À partir de cette date, il travaille essentiellement comme musicien de studio en Californie.
Un peu oublié aujourd'hui, Ziggy Elman a été très populaire en son temps. Il a été élu « meilleur trompettiste de l'année » par les lecteurs de la revue « Downbeat » en 1940, 1941, 1943, 1944, 1945 et 1947. 
Pour l'anecdote, on peut l'apercevoir dans le film de 1955 « The Benny Goodman story » (où malade il se fait doubler à la trompette par Manny Klein). Il a été aussi la vedette d'un court métrage en 1951, « Ziggy Elman's Orchestra and the Sportsmen ».